# Dávid Barczi
Dávid Barczi (Siófok, 1º febbraio 1989) è un calciatore ungherese, centrocampista del III. Kerületi.

## Carriera

### Club
Dal 2009 al 2013 ha militato nell'Újpest, con cui ha giocato le prime partite nel massimo campionato ungherese. Nel gennaio 2013 è stato ceduto in prestito ai belgi del Sint-Truiden senza però essere utilizzato in campionato.
Rientrato in Ungheria, si è trasferito al Diósgyőr a titolo definitivo.

### Nazionale
Ha collezionato una presenza con la Nazionale Under-21 nel 2010.